# Eloy Bullón Fernández
Eloy Bullón Fernández (Salamanca, 11 de mayo de 1879-Madrid, 4 de marzo de 1957) fue un historiador de la filosofía y político conservador español.

## Biografía
Nacido en Salamanca el 11 de mayo de 1879, era hijo del abogado y político Agustín Bullón de la Torre (1845-1928), diputado a Cortes, gobernador civil y senador.
Estudió en el Seminario Conciliar Central de Salamanca y tenía sólo 17 años de edad cuando en 1897 publica su primer libro: El alma de los brutos ante los filósofos españoles, que firma como «Eloy Bullón... del Seminario Conciliar Central de Salamanca».

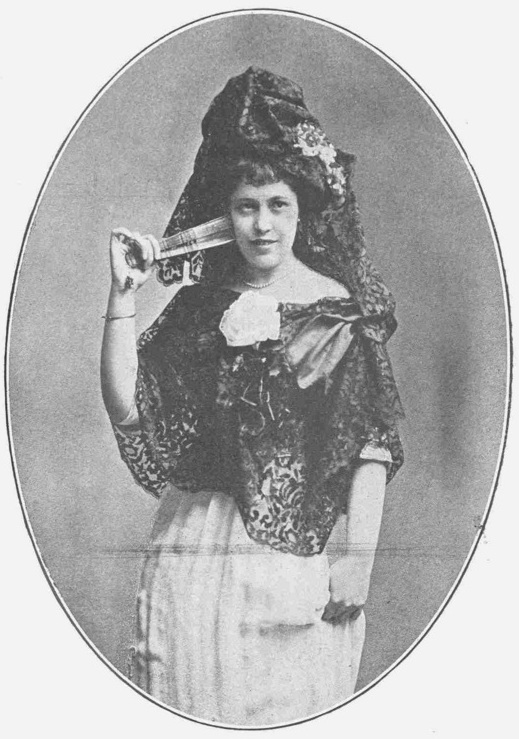
Beatriz de Mendoza y Esteban, retratada por Kaulak.

Realizó estudios de Derecho y Filosofía y Letras en la Universidad de Salamanca. En 1901 gana la oposición al Cuerpo Facultativo de Archiveros, Bibliotecarios y Arqueólogos. En 1906 es catedrático de Historia de España de la Universidad de Santiago de Compostela, pasando de allí a la de Valladolid y en 1907 catedrático de Geografía política y descriptiva de la Universidad Central, en Madrid.
Fue elegido diputado en Cortes en las filas conservadoras por el distrito salmantino de Sequeros en las sucesivos comicios de 1907, 1910, 1914, 1916, 1918, 1919, 1920 y 1923.
El 7 de enero de 1922 contrajo matrimonio con Beatriz de Mendoza y Esteban (vi marquesa de Selva Alegre y iii condesa de Montalbán), por lo que ostentó los títulos de marqués consorte de Selva Alegre y conde consorte de Montalbán.
Fue nombrado gobernador civil de Madrid el 17 de marzo de 1922, cesando el 11 de diciembre de dicho año.
Durante la dictadura de Primo de Rivera fue director general de Primera Enseñanza; después, subsecretario de Instrucción Pública y gobernador civil de Madrid. Desde 1928 miembro de la Academia de la Historia; desde 1935 de la de Ciencias Morales y Políticas y desde 1945 en la de Jurisprudencia y Legislación.

## Obras
- De los orígenes de la filosofía moderna. Los precursores españoles de Bacon y Descartes. Imprenta de Calatrava, Salamanca 1905
- Un colaborador de los Reyes Católicos: El Doctor Palacios Rubios y sus obras, Ramona Velasco, Madrid 1927
- Sobre crítica histórica: la oscuridad en lo presente. Tipografía de Archivos, Madrid 1932,
- Reformas urgentes en la enseñanza de la Geografía, Madrid 1941.
- Florecimiento de los estudios geográficos en Andalucía en la época de Carlos V, Madrid 1942.